# Tetragnatha noumeensis
Tetragnatha noumeensis este o specie de păianjeni din genul Tetragnatha, familia Tetragnathidae, descrisă de Lucien Berland în anul 1924.
Este endemică în New Caledonia. Conform Catalogue of Life specia Tetragnatha noumeensis nu are subspecii cunoscute.